# Allacta pantherina
Allacta pantherina är en kackerlacksart som först beskrevs av Hanitsch 1933.  Allacta pantherina ingår i släktet Allacta och familjen småkackerlackor. Inga underarter finns listade i Catalogue of Life.